# Lymnas pronostriga
Lymnas pronostriga är en fjärilsart som beskrevs av Hans Ferdinand Emil Julius Stichel 1910. Lymnas pronostriga ingår i släktet Lymnas och familjen Riodinidae. Inga underarter finns listade i Catalogue of Life.